# Bill Wyman’s Rhythm Kings
Bill Wyman’s Rhythm Kings – angielski zespół muzyczny założony w 1997 roku przez Billa Wymana i Terry’ego Taylora.
The Rhythm Kings nawiązują stylem do bluesa i jazzu lat 30. i 40. XX wieku. Pomimo częstego wykonywania utworów innych artystów (m.in. Chucka Berry’ego, Big Joe Turnera, Raya Charlesa, Garneta Mimmsa), powstają także autorskie utwory formacji.
Zespół nie ma stałego składu, mimo iż trzon stanowią Bill Wyman (basista), Terry Taylor (gitarzysta) i Georgie Fame (instrumenty klawiszowe). Z grupą współpracowali lub współpracują m.in.:

- Albert Lee
- Chris Stainton
- Mark Knopfler
- Beverley Skeete
- Eddie Floyd
- Nick Payn
- Andy Fairweather Low
- Axel Zwingenberger
- Mike Sanchez
- Graham Broad
- Frank Mead
- Gary Brooker
- Sid Gould
- Peter Frampton

Pomimo interesującego repertuaru, Bill Wyman's Rhythm Kings nigdy nie osiągnęli popularności. W Polsce zagrali dwa razy – w 1999 i 2005 roku w warszawskiej Sali Kongresowej.